# (280641) Edosara
(280641) Edosara est un astéroïde de la ceinture principale.

## Description
(280641) Edosara est un astéroïde de la ceinture principale. Il fut découvert le 6 janvier 2005 à San Marcello Pistoiese par Luciano Tesi et Giancarlo Fagioli. Il présente une orbite caractérisée par un demi-grand axe de 2,78 UA, une excentricité de 0,05 et une inclinaison de 6,0° par rapport à l'écliptique.

## Compléments